# 曼内里塔楼

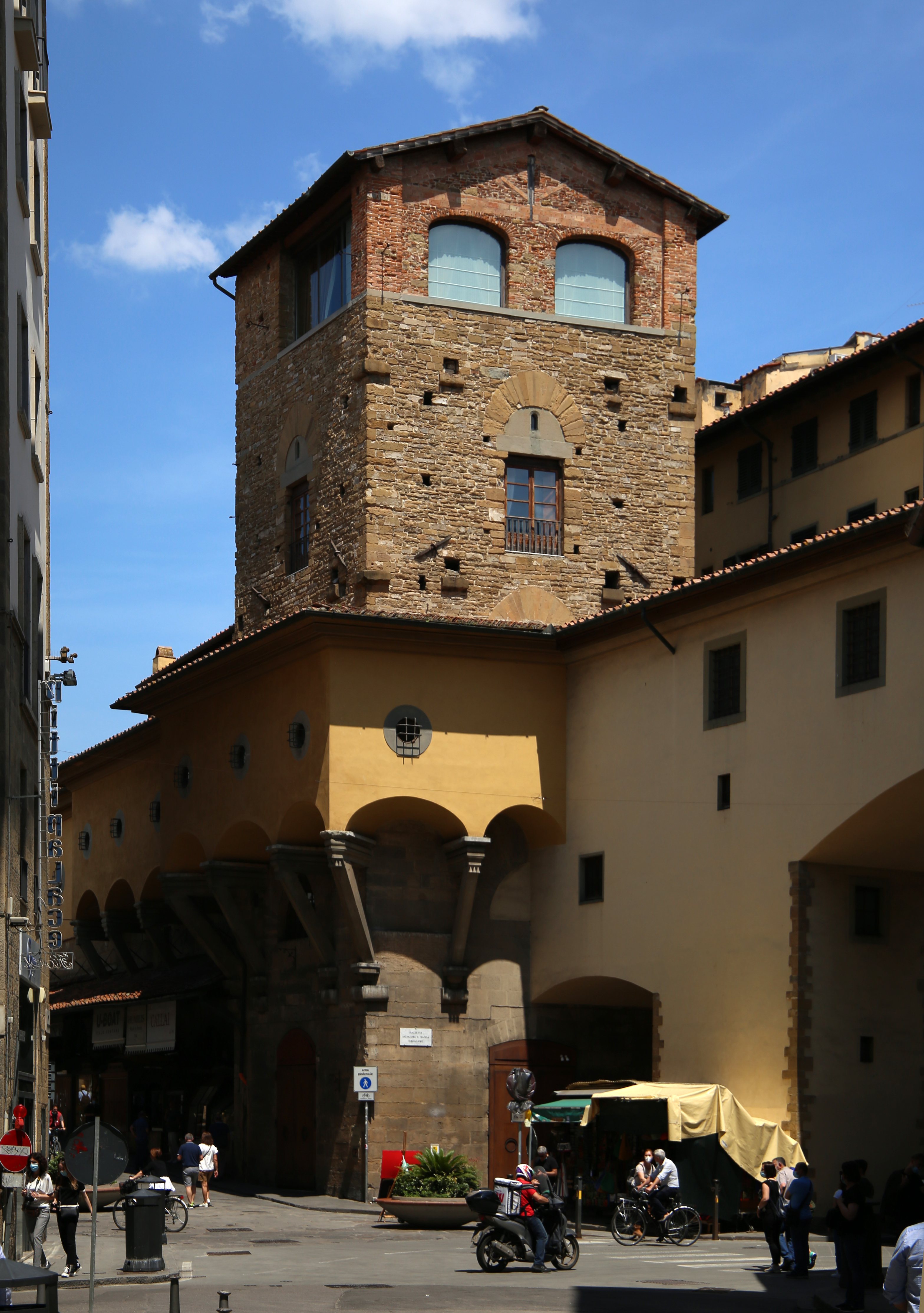
瓦萨利走廊和曼内里塔楼

曼内里塔楼（Torre dei Mannelli）是意大利佛罗伦萨的一座历史建筑，位于老桥东南角。这是昔日守卫老桥四角的四个塔楼中唯一的幸存者。1565年，曼内里家族拒绝将其改建或拆除，这样瓦萨利走廊（公爵科西莫一世修建，连接乌菲齐美术馆与河的另一侧的皮蒂宫）未能建在一条直线上，而是突然改变了走向。
该塔在二战期间遭破坏，1944-1946年由建筑师尼洛巴罗尼修复。一楼现在为一个冰淇淋店。